# Amenmès (fils de Thoutmôsis Ier)
Pour l’article homonyme, voir Amenmes.
Amenmès (ou Amenmosé, ou encore Imenmès), qui signifie « Né d'Amon », est un prince de la XVIIIe dynastie égyptienne. Il est le fils du pharaon Thoutmôsis Ier. L'identité de sa mère n'est pas certaine : il peut s'agir de la grande épouse royale Ahmès, ou bien de l'épouse secondaire du roi, Moutnofret. 
Il est donc le frère ou le demi-frère de la reine-pharaon Hatchepsout, de la princesse Néféroubity et des princes Ouadjmès et Thoutmôsis, futur Thoutmôsis II.
Connu principalement grâce à un fragment de naos retrouvé à Gizeh, il porte déjà, en l'an 4 du règne de son père, les titres de fils royal aîné, et général en chef de son père. Le nom du prince est inscrit dans un cartouche, fait rare pour un fils de roi, soulignant sans doute la grande importance du personnage. 
Sur la courte inscription du fragment est décrite la promenade de plaisance de l'héritier à Gizeh, un thème qui sera repris et développé ultérieurement. Général en chef, le prince Amenmès devait vivre, temporairement ou de manière permanente à Memphis, où l'on sait que son père Thoutmôsis Ier possédait un palais.
Il meurt entre l'an 4 et la fin du règne de son père dont les successeurs sont Thoutmôsis II et Hatchepsout.